# Sverker Molander
Sverker Molander, född 2 oktober 1957, är en svensk professor i Miljösystem och risk, Avdelning Miljösystemanalys, Teknikens Ekonomi och Organisation, vid Chalmers Tekniska Högskola.
Molander disputerade 1991 på en avhandling om Pollution-induced community tolerance (PICT) - en metod för att göra bedömningar av påverkan av kemikalier på ekosystem. 
Hans forskning handlar om utveckling och tillämpning av metoder för att förstå och begränsa samhälleliga processers miljöpåverkan. 
En inriktning i hans forskning har varit en fortsättning på hans ursprung som "giftforskare" och rört sig kring olika system för bedömning av giftiga ämnens miljöfarlighet med utveckling av metoder för ekologisk riskanalys. Ett annat forskningsområde har gällt hållbarhetsindikatorer och systemanalytiska angreppssätt för att beskriva och hantera vår tids största utmaning: Hur ställer vi om vårt nuvarande samhälle till att bli uthålligt? 
Molander är medförfattare till ett stort antal vetenskapliga artiklar inom områden som livscykelanalys, miljöpåverkan från utsläpp, exponeringsmodeller med mera. Hans publicering hade (2023) enligt Google Scholar över 5 400 citeringar och ett h-index på 38.